# Jovan Ilić
Jovan Ilić (15. srpna 1824, Resnik u Bělehradu – 12. března 1901, Bělehrad) byl srbský básník, ministr spravedlnosti a politik. Jeho tvorba měla především lyrický charakter ovlivněný tvorbou a idejemi Vuka Karadžiće, jeho hlavním dílem jsou sbírky básní, které spatřily světlo světa v polovině 19. století. Kromě toho byl autorem také mnohých rozprav, které se týkaly tehdejšího Srbska, a to jak směřování samotného státu, tak i vztahy s jeho sousedy, například s Osmanskou říší.